# السيدة غوادالوبي
السيدة غوادالوبي (بالإسبانية: Nuestra Señora de Guadalupe) أيقونة مشهورة ومحتفى بها لمريم العذراء، أم السيد المسيح. تعود الأيقونة للقرن السادس عشر وتُعرف أيضًا باسم عذراء غوادالوبي. حيث تمثّل تجليًّا مشهورًا للسيدة مريم العذراء. فبحسب الرواية التقليدية فقد ظهرت الصورة بشكل أعجوبي على ظهر عباءة فلاح بسيط، وتعتبر هذه الأيقونة من أشهر الصور الدينية والثقافية في المكسيك، والأكثر شعبية. كما أنها تُعتبر مقصدًا كثيفًا للحجاج. ويعتبر يوم 12 ديسمبر يوم عيد واحتفال في المكسيك حيث يقال أن الصورة قد ظهرت أيضًا للقديس جوان دييغو على تلّ تيبياك قرب المكسيك بين 9 ديسمبر و12 ديسمبر عام 1531.

## في الثقافة
تمثّل عذراء غوادالوبي رمزًا شديد الأهمية عند الكاثوليك المكسيكيين. حيث أن مريم العذراء في هذه السمة قد لقّبت ب "راعية الأمريكيتين"، وتًعتبر كنيسة سيدة غوادالوبي في المكسيك ثاني أكثر ضريح كاثوليكي مزارا في العالم. وأصبحت عذراء غوادالوبي أيضًا رمزًا للأمة المكسيكية منذ الحرب المكسيكية للاستقلال. وقد زحفت كل من جيوش ميجيل هيدالجو وإيمليانو زاباتا ونائب القائد ماركوس كلها تحت رايات تحمل صورة العذراء. وتعتبر عذراء غوادالوبي عمومًا رمزًا لجميع المكسيكيين الكاثوليك.

## تاريخ الظهور
كما أن أصل تسمية غوادالوبي من أصول عربية أي وادي اللب أي وادي الحجارة الأم ذات اللون السودوي ظهرت مريم على تل تيبياكاك عام 1531 أمام رجل هندي يدعى خوان دييغو (وكان اسمه كواوتلاتواتزين ويعني النسر الذي يتكلم وغيره بعد أن تنصر)، وأول سجل للأحداث يرجع إلى أنطونيو فالريانو وهو نبيل من أصل أزتيكي قال أنه صديق خوان دييغو وقد ضاع السجل الآن ولكنه ترجم للإسبانية عام 1667.
كان خوان دييغو يذهب مرتين أسبوعيًا من بيته في كواوتيتلان إلى الكنيسة في تلاتيلولكو قرب تينوتشتيتلان (مكسيكو سيتي)، وفي يوم السبت 9 يناير كان يرتحل عبر كامينو دي لوس إنديوس (طريق الهنود) وكان في تل تيبياكاك حيث سمع موسيقى ساحرة وصوتا يناديه باسمه وظهرت له العذراء وطلبت منه أن يبلغ أسقف مكسيكو سيتي أن يبني كنيسة في هذا المكان وكان الأسقف في ذلك الوقت خوان دي زوماراغا. لم يسطع خوان دييغو إقناع الأسقف وعندما عاد إلى المكان ظهرت له العذراء مجددًا وأخبرها عن عدم مقدرته على إتمام المهمة وحثها على اختيار إسباني ليتممها لكنها قالت أنها تهتم به وبشعبه وتعطف عليهم.
أراد زوماراغا دليلًا على كلامه فذهب لنفس المكان (وكان بعد ظهر يوم 10 يناير) حيث أخبرت العذراء خوان دييغو بأن يأتي لنفس المكان لكن حدث أن مرض عمه خوان برناردينو واشرف على الموت، وفي اليوم التالي أحضر كاهنًا لكي يقرأ على عمه الصلوات الأخيرة أراد أن يتجنب طريق السيدة لأنه لم يرد أن يتأخر لكنها ظهرت له وأخبرته ألا يقلق بشأن عمه لأنها شفته أما عن الأسقف فعليه أن يجلب له أزهارًا في معطفه. عندما وصل للأسقف أعطاه الأزهار فرأى صوره مريم العذراء على معطفه بالنقود فأرسل من يرى حالة عم خوان دييغو الذي شفي وقال أن العذراء ظهرت له وشفته وقالت أن اسمها هو السيدة العذراء مريم من تيكواتلازيبيوتش (الذي حُرف للإسبانية باسم غوادالوبي).
الصورة محفوظة اليوم في مزار خارج مكسيكو سيتي خلف الزجاج وهي من خيوط تأتي من نبات الماغوي الذي كان يستعمل ورقًا في حضارات العالم الجديد، ويمكن إرجاع الحكاية إلى عهد الأزتك حيث كان السكان يزينون ملابسهم بصور الآلهة مثل تلالوك غله المطر أما المواقع فكانت مهمة لدى الآلهة مثل تيبياكاك الذي كان موقع مزار الإلهة تونانتزين وهي الإلهة الأم التي تم إشراكها مع مريم العذراء.